# Manuel Antonio Rojas
Manuel Antonio Rojas Zúñiga (Santiago del Cile, 13 giugno 1954) è un ex calciatore cileno, di ruolo centrocampista.